# Microcrambus prolixus
Microcrambus prolixus là một loài bướm đêm trong họ Crambidae.